# Pseudosmittia danconai
Pseudosmittia danconai är en tvåvingeart som först beskrevs av Marcuzi 1947.  Pseudosmittia danconai ingår i släktet Pseudosmittia och familjen fjädermyggor. Arten har ej påträffats i Sverige. Inga underarter finns listade i Catalogue of Life.